# Arecibo (EP)
Arecibo – minialbum angielskiej piosenkarki Little Boots, a jednocześnie jej debiutancka płyta. Został wydany 18 listopada 2008 r. w Stanach Zjednoczonych, nakładem wytwórni IAMSOUND Records.
EP promowane było dwoma singlami − "Stuck on Repeat" oraz "Meddle".

## Lista utworów
1. "Stuck on Repeat"
2. "Stuck on Repeat (Fake Blood Remix)"
3. "Meddle"
4. "Meddle (Ebola Remix)"